# Dudley Chase
Dudley Chase, född 30 december 1771 i Cornish, New Hampshire, död 23 februari 1846 i Randolph, Vermont, var en amerikansk jurist och politiker. Han representerade delstaten Vermont i USA:s senat 1813–1817 och 1825–1831. Han var först medlem i demokrat-republikanerna och senare motståndare till Andrew Jackson.
Chase utexaminerades 1791 från Dartmouth College. Han studerade sedan juridik och inledde 1793 sin karriär som advokat i Randolph. Han var åklagare i Orange County, Vermont 1803–1812.
Chase efterträdde 1813 Stephen R. Bradley som senator för Vermont. Han avgick 1817 och efterträddes av James Fisk. Chase var chefsdomare i Vermonts högsta domstol 1817–1821. Han efterträdde sedan 1825 William A. Palmer i USA:s senat. Han efterträddes 1831 av Samuel Prentiss.
Chase gravsattes på Randolph Cemetery i Randolph. Han var farbror till Salmon P. Chase. Brorsonen Salmon hoppades i sin ungdom på att få ett statligt ämbete med hjälp av farbrodern. Dudley tackade nej med motiveringen: "I once obtained an office for a nephew of mine and he was ruined by it. I then determined never to ask one for another."